# Parti d’unité prolétarienne

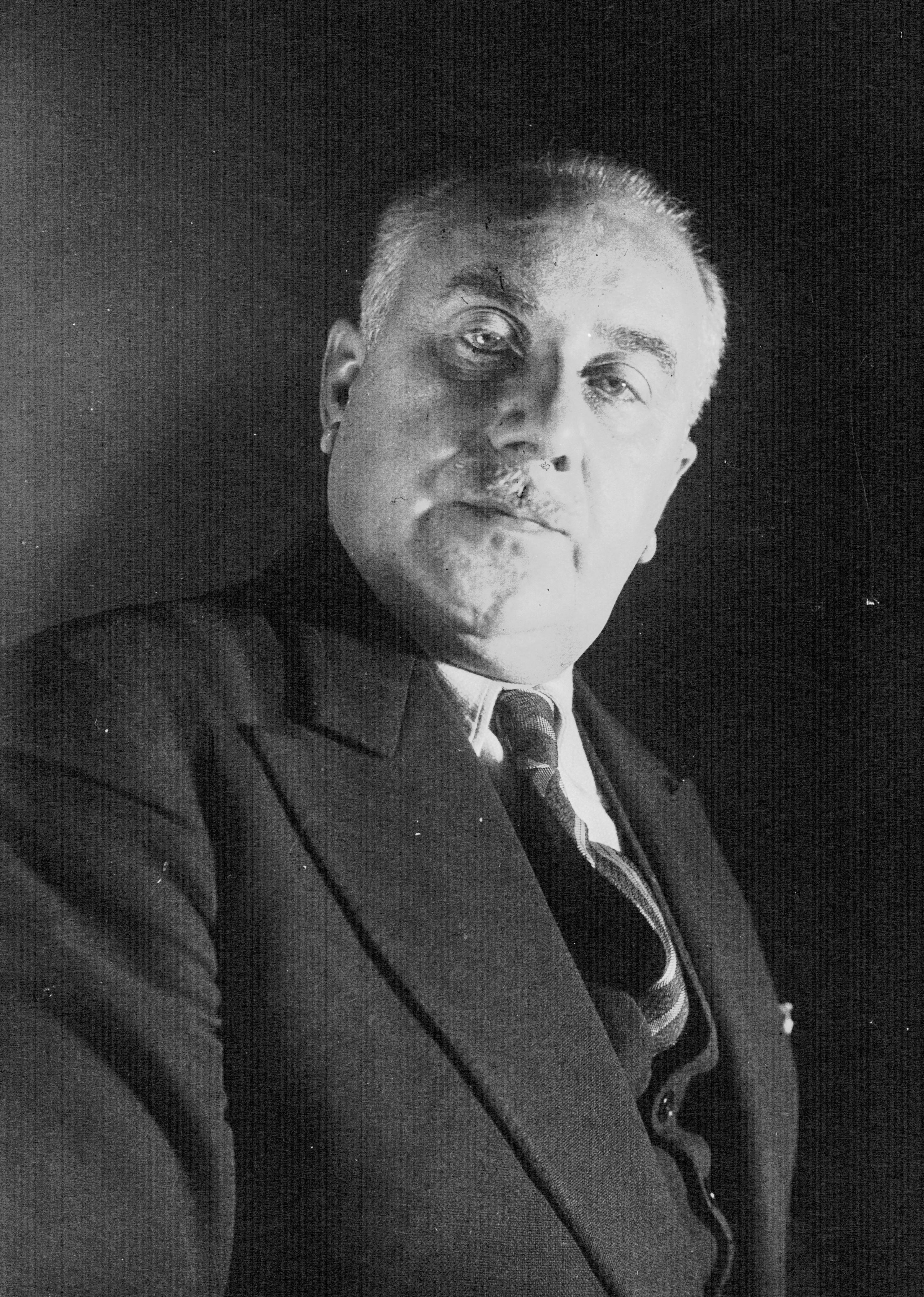
Louis Sellier 1933

Die Parti d’unité prolétarienne (Partei der proletarischen Einheit, PUP) war eine politische Partei im Frankreich der Dritten Republik, die 1930 gegründet und 1937 aufgelöst wurde. Sie bestand hauptsächlich aus ehemaligen, ausgeschlossenen oder abtrünnigen Mitgliedern der französischen Sektion der Kommunistischen Internationale (SFIC). Bei den Parlamentswahlen 1936 war sie Teil der Koalition der Volksfront. Ihre Jugendbewegung war die Jeunesses prolétariennes unitaires (Vereinigte Proletarische Jugend).

## Geschichte
Die Parti d’unité prolétarienne wurde im Dezember 1930 durch den Zusammenschluss zweier kleiner politischer Parteien gegründet, die durch Abspaltungen der Kommunistischen Partei (SFIC) entstanden waren und sich zwischen dieser und der sozialistischen Partei Section française de l’Internationale ouvrière (SFIO) befanden:
- Die 1929 gegründete Parti ouvrier et paysan (Arbeiter- und Bauernpartei, POP).
- Die Parti socialiste communiste (Sozialistisch-kommunistische Partei, PSC) aus dem Jahr 1923.

Generalsekretär der PUP war Louis Sellier, von 1923 bis 1924 Generalsekretär der Kommunistischen Partei (SFIC), der 1929 zusammen mit fünf weiteren Pariser Stadträten aus der Partei ausgeschlossen wurde: Louis Castellaz, Jean Garchery, Louis Gélis, Camille Renault und François Salom. Zu diesen Gründungsmitgliedern der PUP gesellte sich Louis Duteil. Alle waren wenige Monate zuvor auf den Listen des sogenannten „Arbeiter- und Bauernblocks“ gewählt worden, die von der SFIC aufgestellt worden waren. Nach diesen Ausschlüssen blieb nur noch ein Pariser Stadtverordneter in der SFIC: André Marty.
Während zweier Legislaturperioden verfügte die PUP über eine Parlamentsfraktion mit einigen Abgeordneten, die ihre Wahl der starken lokalen Verankerung verdankten, die sie während ihrer aktiven Zeit in der SFIC aufgebaut hatten. Nicht alle waren Mitglieder der PUP, aber diese verschaffte ihnen ein Mindestmaß an politischer Sichtbarkeit. 1932 wurden die meisten von ihnen gewählt, obwohl die kommunistischen Kandidaten im zweiten Wahlgang antraten oder blieben. Im Jahr 1936 waren sie im Prinzip die Kandidaten der Volksfront im zweiten Wahlgang. In einigen Fällen mussten sie sich jedoch gegen einen Kandidaten der SFIC oder der SFIO durchsetzen.
Auf internationaler Ebene war die PUP Mitglied des Londoner Büros (Internationales Büro für Revolutionär-Sozialistische Einheit). Die PUP verschwand im Juni 1937, als sie in die SFIO aufgenommen wurde.

## Bekannte Mitglieder
- Alexandre Bachelet (1866–1945)
- Jacques Doriot[A 1] (1898–1945)
- Charles Hueber (1863–1943)
- Jean-Pierre Mourer (1897–1947)
- Madeleine Pelletier (1874–1939)
- Louis Sellier

Eine ausführliche Liste findet sich in der französischen Sprachversion.